# Symsagittifera roscoffensis
Ver de Roscoff
Espèce
Symsagittifera roscoffensis ou ver de Roscoff, est un ver marin appartenant à l'ordre des Acœles dans l'embranchement des Xénacélomorphes.
L'origine et la nature de la couleur verte de ce ver ont éveillé très tôt la curiosité des zoologistes. Elle est due au partenariat entre l'animal et des micro-algues de la lignée verte, l'espèce Tetraselmis convolutae, hébergées sous son épiderme. C'est l'activité photosynthétique de l'algue in hospite qui fournit l'essentiel des apports nutritifs du ver. Ce partenariat est appelé photosymbiose, de photo "lumière" et symbiose "qui vit avec". Ces animaux marins photosynthétiques vivent en colonies (jusqu'à plusieurs millions d'individus) sur la zone de balancement des marées.

## Dénomination
Roscoffensis signifie « qui vient de Roscoff » car cette espèce a été décrite pour la première fois à Roscoff. Cependant, ce ver n'est pas une espèce endémique de Roscoff ou du Finistère nord. On le trouve sur l'ensemble du littoral européen de l'Atlantique, avec des colonies observées du Pays de Galles au sud du Portugal.

## Biologie et écologie de l'espèceSymsagittifera roscoffensis

### 130 ans d'histoire
Dès 1879, à la Station Biologique de Roscoff fondée par Henri de Lacaze-Duthiers, le biologiste britannique Patrick Geddes s'interrogeait sur la nature du composé vert d'un acoele local qu'il nommait Convoluta schultzii. Il décrit succinctement des « cellules-contenant-de-la-chlorophylle » et la présence d'amidon associé « comme dans les granules de chlorophylle des plantes ».
En 1886, Yves Delage (second directeur de la Station Biologique de Roscoff) publia une étude histologique approfondie décrivant (entre autres) le système nerveux et les organes des sens du même acoele roscovite Convoluta schultzii. Dans cet article Delage s'interroge aussi sur la nature des zoochlorelles (i.e. les micro-algues) : « sont-elles de vraies algues ? » – « d'où viennent-elles ? » – « Quelles sont les relations symbiotiques qui les unissent à leur commensal ? »
En 1891, Ludvig von Graff, zoologiste allemand de l'université de Gratz et spécialiste des acoeles entreprend une redescription taxonomique de l'acoele roscovite à la Station Biologique de Roscoff,. Ses travaux mettent en évidence une confusion taxonomique dans les précédents travaux de Geddes et de Delage, : « ... les recherches faites à Roscoff et sur les côtes de l'Adriatique m'ont montré que la Convoluta verte de l'Adriatique (Convoluta schultzii)... est spécifiquement différente de la Convoluta verte de Roscoff. J'ai conservé à la première forme le nom ancien Convoluta schultzii ; à la seconde je donne le nom de Convoluta roscoffensis. » Le nom d'espèce roscoffensis est ainsi un hommage rendu à la Station Biologique de Roscoff et Henri de Lacaze-Duthier. Dans cet article, von Graff écrit également à propos des « zoochlorelles » (i.e. les micro-algues) : « Quoiqu'elles dérivent sans aucun doute d'algues… elles représentent cependant, dans leur état d'adaptation actuel, un tissu propre du ver : son tissu d'assimilation ».

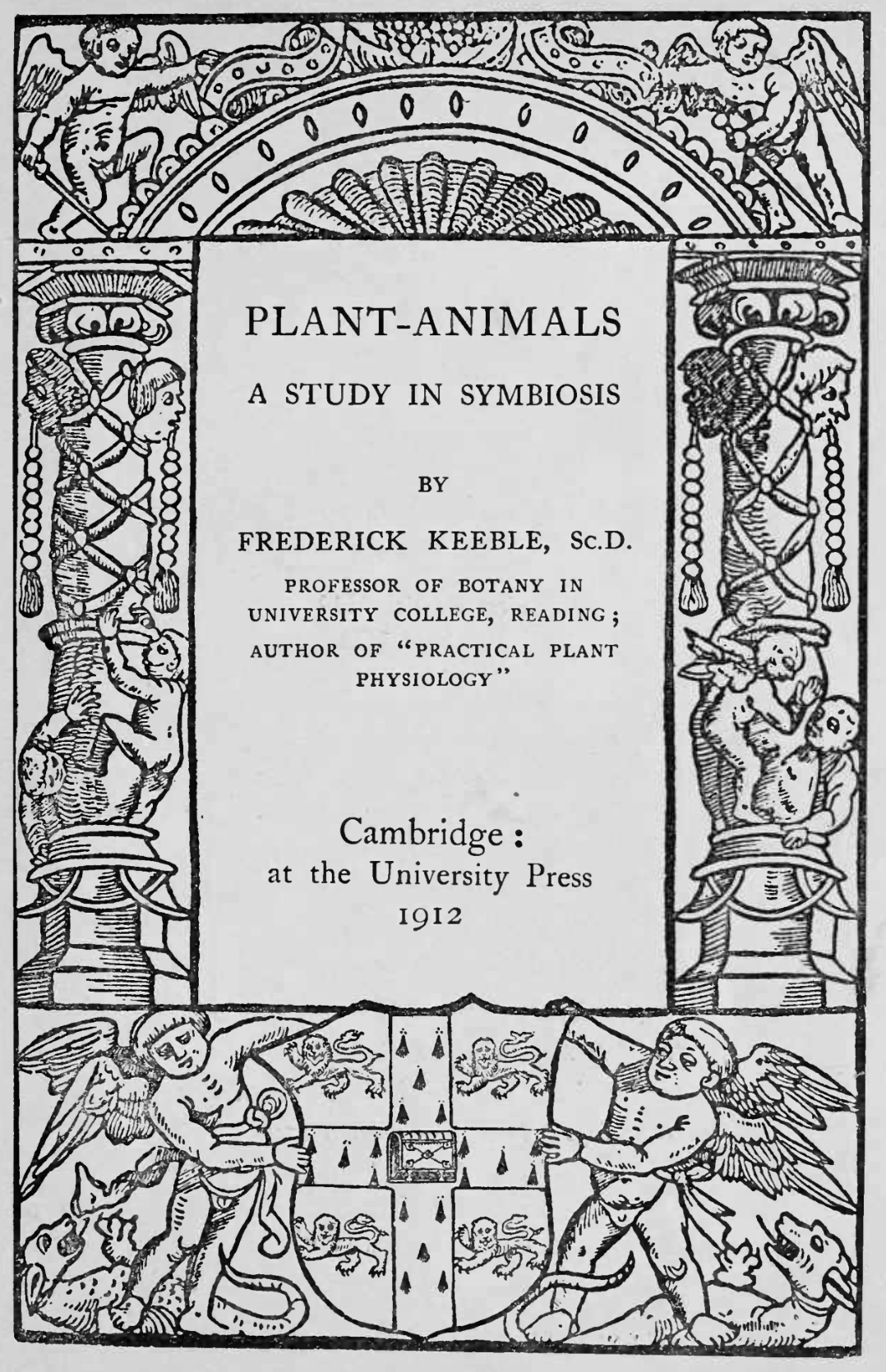
Première de couverture de l'ouvrage publié en 1912 par Keeble sur la biologie du partenariat entre Convoluta roscoffensis et ses micro-algues.

C'est dans un ouvrage académique intitulé Plant-Animals publié en 1912 par Frederick Keeble, le co-découvreur de la nature et de l'origine des micro-algues que sont compilés un ensemble de travaux décrivant la relation symbiotique spécifique entre Convoluta roscoffensis et ses partenaires photosynthétiques dans ses tissus.
On notera également que Luigi Provasoli, un micro-algologue pionnier dans l'art d'isoler et de cultiver des micro-algues a maintenu pendant plusieurs années, entre 1965 et 1967 à New-York (Haskins Laboratories, maintenant dans le Connecticut) des générations de S. roscoffensis directement reçues de la Station Biologique de Roscoff. Ainsi des générations de juvéniles non-symbiotiques ont vu le jour à New-York et ont été utilisés pour tester la spécificité d'association entre S.roscoffensis et différentes espèces de micro-algues.
Un siècle après sa description formelle, en 1991, grâce aux techniques de la biologie moléculaire et aux outils émergents de la bioinformatique, la phylogénie des acoeles a été revisitée et modifiée : la Convoluta verte de Roscoff, Convoluta roscoffensis est devenue Symsagittifera roscoffensis, le ver de Roscoff.

#### Biotope et éthologie
Symsagittifera roscoffensis vit dans la zone de balancement des marées, préférentiellement dans un substrat sableux, pauvre en matière organique. L'accumulation de cette dernière génère en effet des conditions chimiques réductrices, hypoxiques ou anoxiques, qui favorisent le développement de bactéries anaérobiques libérant des composés tel l'hydrogène sulfuré (H2S) incompatibles avec les besoins en oxygène du ver.
Les rythmes circatidaux (alternance dynamique des marées hautes et basses) influencent le comportement de ces animaux qui migrent verticalement à chaque marée : à marée montante (le flot) les colonies s'enfoncent dans le sable, elles remontent à la surface au début du jusant et deviennent visibles dans les écoulements d'eau de mer (lignes des sources). La granulométrie du sable est un facteur important car elle conditionne la facilité des mouvements verticaux des vers. Ces derniers restent toujours en contact avec l'eau de mer interstitielle lorsque les lignes de source se tarissent au cours de la marée descendante, et sont également protégés (enfouis dans le sable) des effets dispersifs des vagues à marée montante.

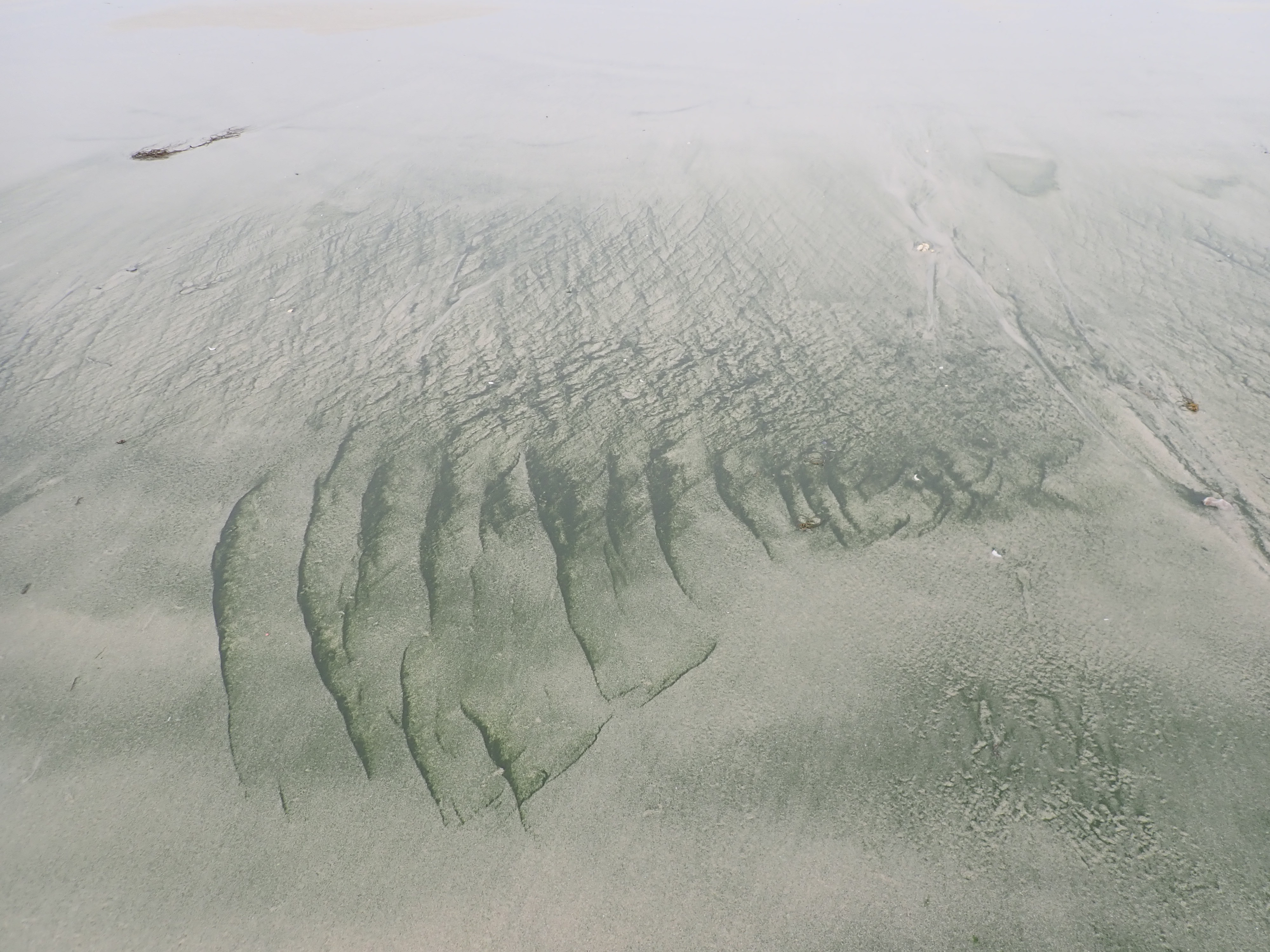
Les motifs verts qui s'alignent sur les lignes de sources (résurgences / écoulements / suintements de l'eau de mer à marée descendante) sont des colonies de plusieurs millions d'individus de Symsagittifera roscoffensis qui résident dans une fine pellicule d'eau, exposés au soleil.

Les colonies sont implantées sur la partie supérieure de l'estran qui est l'étage le moins longtemps recouvert d'eau pendant le cycle de la marée. Les colonies de S. roscoffensis  sont donc à cet endroit exposées à la lumière le plus longtemps permettant de maximiser l'activité photosynthétique des micro-algues partenaires. La lumière est un facteur biotique essentiel puisque l'activité photosynthétique des algues in hospite (c'est-à-dire à intérieur de  l'hôte) est l'unique source de nourriture pour le ver qui les héberge.
Les travaux de Louis Martin font référence à la présence de S. roscoffensis dans les lignes de sources à marée basse les nuits très éclairées par le reflet du soleil sur la lune. Ce dernier a également montré que les vers, en captivité au laboratoire, se rassemblent majoritairement à la surface du récipient quand la marée est basse et migrent au fond quand la marée est haute. Dans les enceintes thermo- et photo-régulées où les vers ne perçoivent pas physiquement la marée montante ou descendante, cette oscillation verticale persiste pendant 4 à 5 jours puis est perdue progressivement et se traduit in fine par une occupation aléatoire de l'espace dans le récipient.
Un autre mouvement caractéristique de l'espèce, parfois observé dans les flaques d'eau de mer et au laboratoire, rassemble des centaines voire des milliers d'individus qui réalisent une procession circulaire. Des travaux de modélisation montrent que ce comportement social est auto-organisé et qu'il est initié par le mouvement d'un individu qui entraîne les vers à sa proximité ayant pour effet de propager le mouvement à une densité de plus en plus importante de vers qui se meuvent de manière coordonnée. Symsagittifera roscoffensis est ainsi un modèle qui permet d'étudier et comprendre comment un comportement individuel peut entraîner un comportement collectif.
Dès 1924, des zoologistes ont observé le comportement de S. roscoffensis en réaction à l'acidification de son milieu. Après une diffusion forcée du gaz CO2 (dioxyde de carbone) dans de l’eau de mer, la concentration en CO2 dissout augmente jusqu'à saturation du milieu et génère de l’acide carbonique et libère un ion H+  (CO2+ H2O ↔ H+ + HCO3-). L’augmentation des ions H+ entraîne une diminution du pH et donc une augmentation de l’acidité. Sous l'effet de la diminution brutale et prononcée du pH, S. roscoffensis se contracte, tourne sur lui-même, puis expulse graduellement ses partenaires algaux. Le ver perd progressivement sa couleur verte et généralement, meurt au bout de quelques heures. Cette expérience mime les effets de l'acidification de l'océan qui est aujourd’hui la conséquence majeure (avec l'élévation des températures) des activités anthropiques et notamment de la combustion des énergies fossiles qui génère de très fortes concentrations de CO2. Ce système photosymbiotique S.roscoffensis / T. convolutae permet d'explorer et d'évaluer l'effet de l'acidification sur les espèces photosymbiotiques océaniques dont les plus emblématiques sont les coraux. Le blanchissement des coraux qui résulte majoritairement de l'élévation de la température des océans mais qui est aggravée avec l'acidification se traduit par la dissociation du partenariat algues/animal entraînant l'expulsion des algues. Bien qu'il puisse être réversible, le blanchissement est une illustration directe des modifications environnementales qui menacent de plus en plus de récifs coralliens et les nombreuses espèces associées.

### Anatomie de l'adulte et reproduction de l'espèce
Le ver adulte mesure environ 4 à 5 mm. Dans la partie antérieure (la tête), on distingue un statocyste ou otholithe : un gravito-senseur qui permet au ver de s'orienter dans l'espace et de montrer un géotropisme négatif (un stimulus mécanique contre la paroi d'un tube contenant des vers déclenche leur descente/plongée active vers le fond du tube).
Le ver possède deux photo-récepteurs qui flanquent le statocyste : la perception de la lumière permet au ver de se diriger vers des environnements éclairés : on parle de phototropisme positif. Cette adaptation maximise vraisemblablement la probabilité de rencontre entre la micro-algue libre et le juvénile non-symbiotique qui présente aussi ce phototropisme positif. S. roscoffensis, exposé à différentes intensités lumineuses, a tendance à se diriger et s'exposer à des intensités plus fortes que celles auxquelles les micro-algues libres réalisent une photosynthèse optimale. D'autres travaux ont montré expérimentalement que s'il a le choix, le ver photosymbiotique évite de s'exposer à des conditions lumineuses extrêmes : soit trop faibles, soit trop fortes. Dans son environnement, on soupçonne qu'un enfouissement temporaire permet d'échapper à des intensités trop fortes, qui seraient photoinhibitrices.
Ce ver possède un système nerveux central (cerveau) et périphérique. Lorsque l'on ampute la partie antérieure (« la tête » contenant le cerveau), on observe une capacité de régénération de l'intégralité du système nerveux central en une vingtaine de jours avec une récupération conjointe du comportement normal. Cependant les différentes fonctions biologiques ne sont pas régénérées à la même vitesse : si le phototropisme associé à la régénération des photorécepteurs est récupéré rapidement, le géotropisme – associé à la régénération du statocyste – n’est pas restauré avant plusieurs semaines.
S. roscoffensis ne possède pas de système circulatoire sanguin : la diffusion de l'oxygène à travers les tissus est passive. À noter qu'une partie de cet oxygène provient également de l’activité photosynthétique de l'algue.
La surface de l'animal est abondamment ciliée et parsemée de nombreuses glandes sécrétant du mucus qui fournit un réseau physique permettant aux vers de se déplacer dans les suintements d'eau de mer. Une étude approfondie sur le comportement in situ de S. roscoffensis explique que la seule possibilité pour le ver de se déplacer à l'horizontale est de confectionner un support (invisible à l’œil nu) qui n'est autre qu'une matrice synthétisée à partir de mucus sécrété. En observant de près, on constate que les animaux ne glissent pas directement sur le sable mais « donnent l'impression de glisser sur une surface invisible ». L'auteur de cette étude a émis l'hypothèse que les animaux, se déplaçant « au dessus » du substrat sableux, recevraient également plus de lumière par réflexion des rayons lumineux, profitant de davantage de photosynthèse et par conséquent de transferts de molécules nutritives à destination du ver.
Le mucus sécrété constitue aussi une interface (biofilm) entre l'animalgue et son environnement. Des populations bactériennes spécifiques s'y développent et semblent être hébergées et intimement impliquées dans la biologie du ver.
Ce triptyque (animal + micro-algues + consortium bactérien) illustre bien le paradigme de l'holobionte qui explique qu'un organisme (animal ou végétal) est une association complexe et dynamique impliquant des populations microbiennes nécessaires au développement, à la croissance et, par extension, à la vie de l'organisme.
S. roscoffensis ne possède pas de système digestif et ce, à aucun moment de son développement. On trouve néanmoins sur sa partie ventrale un orifice considéré comme une « bouche » qui lui permet d'ingérer (sans les digérer) les micro-algues Tetraselmis convolutae. Cet orifice donne accès à un syncytium digestif par lequel la future micro-algue in hospite est d'abord vacuolisée (elle perd ses flagelles et sa thèque) puis transite pour être finalement localisée sous l'épiderme de l'animal sans être internalisée dans les cellules : elle reste entre les cellules du ver, et en contact avec elles.
Symsagittifera roscoffensis possède également un système musculaire composé d'un réseau complexe de fibres musculaires transversales, longitudinales, circulaires et dorsaux-ventrales.
Ce ver est hermaphrodite mais ne s'autoféconde pas : il doit s'accoupler avec un partenaire pour se reproduire. Les spermatozoïdes matures sont produits à l'extrémité postérieure de l'animal. Les ovocytes sont fécondés par les spermatozoïdes des partenaires qui sont stockés, après accouplement, dans une spermathèque. Cette spermathèque est reliée aux ovocytes par un canal. Chaque individu gravide va produire à partir du mucus qu'il sécrète abondamment un cocon transparent dans lequel sont libérés les ovocytes fécondés. Les embryons dont le nombre varie et peut atteindre une vingtaine, se développent de façon synchrone. Au laboratoire et selon les conditions d'élevage, au bout de 4 à 5 jours, les juvéniles éclosent, s'échappent du cocon et commencent leur quête du partenaire photosynthétique. S'il n'y a pas ingestion de la micro-algue, les juvéniles non symbiotiques, au laboratoire, meurent au bout d'une vingtaine de jours.

### Phylogénie:incertae sedis?
En 1886, Yves Delage s'interroge sur la simplicité du plan d'organisation de l'acoele : est-il la conséquence d'une perte, de régressions de caractères au cours de l'évolution ou les acoeles ont-ils conservé, pour certains caractères, un plan d'organisation ancestral ? Ces vers plats furent d'abord assimilés à des Turbellariés au sein de l'embranchement des plathelminthes, principalement sur la base de ressemblances morphologiques. Après de nombreuses études phylogénétiques et phylogénomiques ces vers acoeles ont été placés au sein du sous-embranchement des Acoelomorpha du phylum Xenacelomorpha.
La position phylogénétique des acoeles est instable et a fait l'objet de nombreuses discussions : des arguments les positionnent à la base des bilatériens, avant la dichotomie deutérostomiens/protostomiens, alors que d'autres les placent plutôt à la base des deutérostomiens. Quelle que soit leur position phylogénétique au sein des métazoaires, les acoeles pourraient avoir conservé certains caractères ancestraux des animaux à symétrie bilatérale au cours de l’évolution et représentent ainsi un objet d'étude qui aiderait potentiellement à mieux comprendre la diversification des plans d'organisation chez les animaux à symétrie bilatérale.

## Le partenaire photosynthétique et le modus vivendi entre l'animal et la micro-algue

### Découverte et caractéristiques de la micro-algue partenaire
Ni Geddes (1879), qui a observé la présence d'amidon et de chlorophylle dans les cellules vertes présentes dans les tissus, ni Delage (1886) et Haberlandt (1891) n'avaient pu formellement identifier leur origine et leur nature, suspectant cependant des micro-algues.
En 1901, à Roscoff, William Gamble et Frederick Keeble commencèrent à étudier ces cellules vertes in hospite et tentèrent de les isoler et les mettre en culture - en vain. En 1905, ils observèrent des juvéniles non-symbiotiques qui verdissaient alors que ces derniers avaient éclos à partir de cocons, initialement pondus dans de l'eau de mer non-filtrée, mais transférés et incubés dans de l'eau de mer filtrée : ils firent l'hypothèse que le facteur infectant les juvéniles et conférant la couleur verte se trouvait probablement sur la surface ou à l'intérieur du cocon.
Dans une seconde expérience, ils prélevèrent des cocons vides (post-éclosion) initialement contenus dans de l'eau de mer non-filtrée puis les transférèrent et les laissèrent incuber dans de l'eau de mer filtrée. Au bout de 3 semaines, ils observèrent dans l'eau de mer filtrée un verdissement de ces cocons et l'accumulation d'organismes unicellulaires verts et flagellés. Cette expérience permit d'isoler ces micro-organismes verts. Les observations microscopiques de ces cellules montrèrent des caractéristiques des micro-algues dont celle (entre autres) de présenter une coloration violette après traitement à l'iode, révélant la présence d'amidon, diagnostic d'activité photosynthétique. La mise en contact entre des juvéniles non-symbiotiques, élevés en conditions stériles, avec ces cellules vertes flagellées permit d'induire la photosymbiose : ces travaux fondateurs démontrèrent que les cellules vertes in hospite étaient en fait des micro-algues flagellées à l'état libre et qu'elles étaient le facteur "infectant" à l'origine de la coloration verte des adultes (absente chez les juvéniles non symbiotiques). Ainsi, il n'y a pas de transmission verticale des symbiontes (transmis par les géniteurs) mais une acquisition horizontale à chaque nouvelle génération (i.e. les symbiontes sont dans l'environnement).
Tetraselmis convolutae appartient à la classe Chlorodendrophyceae au sein de la division Chlorophyta. Cette algue possède des caractéristiques remarquables, dont quatre flagelles, une thèque (enveloppe polysaccharidique) et une vacuole (stigma ou "eyespot") qui contient des molécules photo-réceptrices. T. convolutae vit à l'état libre dans la colonne d'eau mais est principalement benthique. Ainsi, in hospite, l'algue ne présente pas le même phénotype qu'à l'état libre : elle n'a plus ses flagelles, sa thèque et le stigma. C'est cette différence qui n'a pas permis à Geddes, Delage et Haberlandt de déduire que les cellules vertes dans les tissus pouvaient être des micro-algues.

### Modus vivendi: un partenariat hautement intégré - pas simplement additif
Peu de travaux décrivent la nature trophique des échanges entre l'animal et ses partenaires photosynthétiques. L'activité photosynthétique permet de fournir en plus de l'oxygène divers composés organiques de types acides aminés, protéines, et polysaccharides.
Les micro-algues recyclent l'acide urique issu du métabolisme azoté du ver pour la synthèse de leurs acides aminés/protéines. L’assimilation de l’acide urique par S. roscoffensis a très tôt attiré l’attention des expérimentateurs dont Louis Destouches alias Louis Ferdinand Céline qui a effectué des travaux sur la physiologie de ces animaux et qui a conclu en 1920 « qu’il est donc très probable que les échanges symbiotiques aboutissent à la transformation de l’acide urique en aliment azoté pour les zoochlorelles ». Douglas a formellement montré que l’acide urique endogène du ver (issu de son métabolisme) constitue une source d’azote pour les micro-algues et que les juvéniles non-symbiotiques contiennent des cristaux d’acide urique qui disparaissent 15 à 20 jours après l'établissement de la symbiose. Cependant, l'auteure propose que de l’acide urique exogène n’est pas utilisé par le ver et que si sa concentration dans le milieu diminue au cours du temps c’est à cause d’une activité bactérienne associée aux animaux.
A proximité de résurgences riches en nitrate, dans des zones intertidales où vivent des S. roscoffensis, les vers sont capables d'assimiler d'importantes quantités de nitrate en fonction de l'exposition et l'intensité de la lumière. Cette quantité est dix fois supérieure à celle absorbée par l’algue à l’état libre. Ainsi, S. roscoffensis pourrait être un intercepteur important de nitrate.
Dans les tissus de l'animal, la micro-algue produit un composé soufré, le DMSP (diméthylsulfopropionate), qui diffuse également dans le milieu extérieur. Ce composé est généralement dégradé enzymatiquement par des DMSP-lyases en acide acrylique et DMS (Diméthylsulfure). Cependant aucune activité DMSP-lyase n’a été mesurée dans des cultures de Tetraselmsis convolutae seules. L’hypothèse d’une activité DMSP-lyase bactérienne a été avancée pour expliquer la présence de DMS et d'acide acrylique au sein des colonies de S. roscoffensis. Il est vraisemblable que le mucus de roscoffensis (comme le mucus d’autres animaux photosymbiotiques tels les coraux) héberge des populations bactériennes spécifiques possédant des DMSP-lyases. Le DMSP est un composé soufré présentant entre autres, une propriété répulsive qui pourrait conférer un rempart chimique expliquant l'absence de prédateur connu ou observé et l'abondance de vers au sein des colonies.

## La photosymbiose pédagogique: un outil éducatif pour enseigner la biologie marine
Le contrôle du cycle de vie en captivité à la Station Biologique de Roscoff permet d' accéder à l'ensemble des étapes de l'ontogenèse de l'animal et d'induire, grâce à la culture de la micro-algue libre, la mise en place du partenariat photosymbiotique.
L'élevage et la culture, respectivement de l'animal et de la micro-algue, ont été miniaturisés afin de pouvoir être utilisés pendant des cours et travaux pratiques de biologie des collèges, des lycées et des universités.
L'accès à des juvéniles non-photosynthétiques et des micro-algues Tetraselmis convolutae libres permet, par exemple, d'observer le passage graduel du juvénile transparent au juvénile verdissant, photosynthétique... ou le non-établissement du partenariat avec une autre espèce algue, suggérant une spécificité d'association. Les loupes binoculaires et les microscopes de paillasses permettent d'observer les micro-algues in hospite et de découvrir les caractéristiques les plus remarquables du ver (photorécepteurs / statocystes / ovocytes / micro-algues...).
Ce kit pédagogique permet aussi de découvrir et de faire découvrir cet oxymore biologique : un animal photosynthétique dont la nature composite peut être déduite par un ensemble d'expérimentations simples faisant appel ou illustrant des concepts fondamentaux de la biologie comme la photosynthèse ou l'endosymbiose.

## Existe-t-il des partenariats égalitaristes dans la nature?
Comprendre comment s'établit et perdure le triptyque T. convolutae / S. roscoffensis / consortium bactérien fait appel à un concept fondamental de la biologie qu'est la symbiose: la coexistence de plusieurs entités intégrées dans un partenariat fonctionnel.
La symbiose (étymologiquement "vivre avec") est une règle universelle qui préside à l'organisation et l'émergence du vivant - en d'autres termes et littéralement, l'état de non-symbiose n'existe pas. Il n'existe pas d'organisme vivant qui n'établisse pas de partenariat avec d'autres. Le partenariat multiple et intégré est donc inévitable pour les organismes vivants.
L'étude des microbiomes illustre et renforce cette règle biologique universelle, celle des interactions nécessaires et vitales (et longtemps sous-estimées) entre un organisme et des populations de microorganismes qui lui sont associées. Cette unité fonctionnelle est appelée holobionte. Pour décrire une symbiose, il convient donc de définir le modus vivendi de l'holobionte afin de comprendre la nature des échanges et de la communication unifiant ces partenariats pérennes.
Pour illustrer les règles qui régissent les interactions nécessaires au maintien de l'équilibre métastable des entités qui composent l'holobionte - le modus vivendi - on peut utiliser l'image d'un curseur qui se déplacerait entre deux extrémités : d'un côté, quand l'association aboutit inexorablement à la mort d'un des partenaires par l'exploitation ultime de l'autre (parasitisme) et à l'autre extrémité, l'association coopérative ultime où les ressources des partenaires sont mutualisées et confèrent des bénéfices réciproques.
Cependant des travaux récents, montrent que définir le modus vivendi avec une notion de parfaite égalité et d'échanges réciproques est galvaudé et que les photosymbiontes sont généralement exploités par leurs "hôtes". La définition égalitariste de la symbiose prônant des associations mutualisées et équilibrées ("bénéfice réciproque") a probablement émergé à la suite de tentatives de vulgarisation trop simplifiées.
La microbiologiste américaine Lynn Margulis, lors d'une interview en 2004, s'opposait farouchement à la terminologie bénéfice réciproque - "Je m'oppose violemment à cette terminologie" - (1'45'') quand son interlocuteur résume sa théorie de la symbiogenèse ainsi : "... la théorie de la symbiogenèse, l'idée que l'évolution ne se déroule pas lentement à travers des séries de mutations... mais par l'intimité d'étrangers, c'est-à-dire des organismes se réunissant de manière mutuellement bénéfique, pas intentionnellement bien sûr..."  (1'10'').
Au cours de cette interview, pour illustrer que l'innovation évolutive "une nouvelle espèce, un nouvel organe, un nouvel organel, un nouveau tissu, une nouveauté dans l'évolution" ne peut pas s'expliquer seulement par des mutations aléatoires mais par des transferts / acquisitions de génomes (microbiens), Lynn Margulis mentionne "... mes exemples favoris qui sont si graphiques... c'est ce que nous appelons les animaux verts... les aliments des animaux (micro-algues) deviennent partie du corps de l'animal, par exemple les Convoluta (symsagittifera) roscoffensis... qui ressemblent aux algues et fixent le carbone... et sont photosynthétiques... ne l'ont pas fait par mutation aléatoire, ils l'ont fait par l'acquisition et intégration du génome microbien..." (3'32'').
Pour S. roscoffensis, le transfert d'une partie du génome de l'algue reste une hypothèse qui n'a pas encore été validée. Cependant, le transfert de matériel génétique de l'algue au génome de l'animal est théoriquement et techniquement possible car les algues sont physiquement en contact avec les lignées de cellules germinales.
Quantifier expérimentalement les coûts et les bénéfices de l'hôte et des symbiontes (leur valeur sélective respective) reste assez compliqué. Les travaux qui caractérisent le modus vivendi des partenariats photosymbiotiques, à l'instar de S. roscoffensis et T. convolutae, soutiennent davantage l'exploitation et le contrôle des symbiontes photosynthétiques par leur "hôte" plutôt que du mutualisme.